# Деранжер, Грегори
Грегори Деранжер (фр. Grégori Derangère; род. 27 марта 1971, Монпелье, Франция) — французский актёр.

## Биография
Грегори Деранже родился в Монпелье, где его родители получали медицинское образование. Он провёл детство в Москве и Французской Гвиане, а затем поселился в окрестностях Парижа. В 21 год поступил на Курсы Флорана в Париже, где его наставником стала актриса Жозефина Дерен. С 1995 года учился в Национальной школе искусств в Лионе.
В 1996 году впервые сыграл в фильме «Анна Оз». В 1999 году он получил свою первую главную роль в фильме «30 лет».
В 2003 году сыграл в фильме «Бон вояж!», за что получил премию «Сезар» как самый многообещающий актёр в 2004 году.